# Nevada State Route 425
Nevada State Route 425 (ook SR 425, Interstate 80 Business of Third Street) is een zes kilometer lange state route en business route van Interstate 80 in de Amerikaanse staat Nevada, die van de FRWA48 naar Interstate 80 loopt. De weg ligt over zijn gehele lengte binnen Washoe County. State Route 425 begint als voortzetting van de FRWA48 bij afslag twee van Interstate 80 en loopt oostwaarts. Vervolgens gaat de weg door de plaats Verdi en eindigt bij afslag vijf van Interstate 80. Afhankelijk van de locatie rijden er dagelijks gemiddeld tussen de 1.500 en 3.500 voertuigen over State Route 425 (2013).
De weg stond in 1932 op de kaart als onderdeel van Nevada State Route 1, maar ging in de jaren 40 deel uitmaken van U.S. Route 40. Door de aanleg van Insterstate 80 wijzigde het traject van U.S. Route 40 naar die interstate, waardoor de huidige State Route 425 in 1966 zijn naam verloor. Halverwege de jaren '70 kreeg de weg zijn huidige naam.